# Стамфърд Хил
Стамфърд Хил (на английски: Stamford Hill) е квартал на Лондон.
Едно от средищата на традиционно-еврейското хасидско население.